# Carl von Wimpffen
Carl Wilhelm Anton friherre von Wimpffen (27. december 1802 i Lyksborg – 4. april 1839 i Flensborg) var herredsfoged i Vis Herred som var den vestlige del af Flensborg Amt i 1835. Han arbejdede for de sønderjyske interesser og udgav flere skrifter om dette emne. Han var bror til forstmanden Ferdinand von Wimpffen.

## Historie
Carl von Wimpffen og hans mor var tysktalende, da de kom til Danmark i 1814 efter, at faderen var død ved en ulykke. De boede først i Nykøbing Falster og flyttede senere til Roskilde, for at sønnerne kunne opdrages under deres morbroders, rektor S.N.J. Blochs, ledelse. Han bestod studentereksamenen i 1820 og derefter studerede han jura ved Københavns Universitet, i Kiel og Göttingen inden han tog juridisk embedseksamen i Slesvig i 1824. Derefter arbejdede han i nogen tid som frivillig i Rentekammeret og skrev en afhandling om det slesvigske fæstegods, som Nicolaus Falck optog i Staatsbürg Magazin.
Han blev ansat som amtssekretær i Haderslev i 1826. Her satte han sig nøje ind i Nordslesvigs retslige og nationale tilstande og skrev et par juridiske afhandlinger om tiendevæsenet og kriminalprocessen. Den stigende politiske interesse i 1830 kaldte ham frem til værn om Slesvigs særlige interesser i skriftet: «Ueber die staatsrechtlichen Verhaltnisse d. Herzogthümer Schleswig u. Holstein» (1831), hvori han udtalte sine politiske anskuelser og arbejdede for Slesvigs løsrivelse fra hertugdømmerne.
I 1835 blev von Wimpffen udnævnt til herredsfoged i Vis Herred, som var den vestlige del af Flensborg Amt, hvor befolkningen endnu var dansktalende og hvor von Wimpffen tog det usædvanlige skridt at tale dansk med bønderne. Han samarbejdede med Christian Flor og Christian Paulsen for at vække danskheden i Sønderjylland.
Da dagbladet Dannevirke blev oprettet i Haderslev i 1838 samarbejdede von Wimpffen med redaktør P.C. Koch, der også var hans ven. Samtidig skrev han den første sammenhængende fremstilling af Slesvigs historie på tysk, men set fra et dansk synspunkt. Han blev samtidig ramt af tuberkulose, men nåede at få udgivet bogen, inden han døde af tuberkulosen i 1839.